# Gas naturale liquefatto

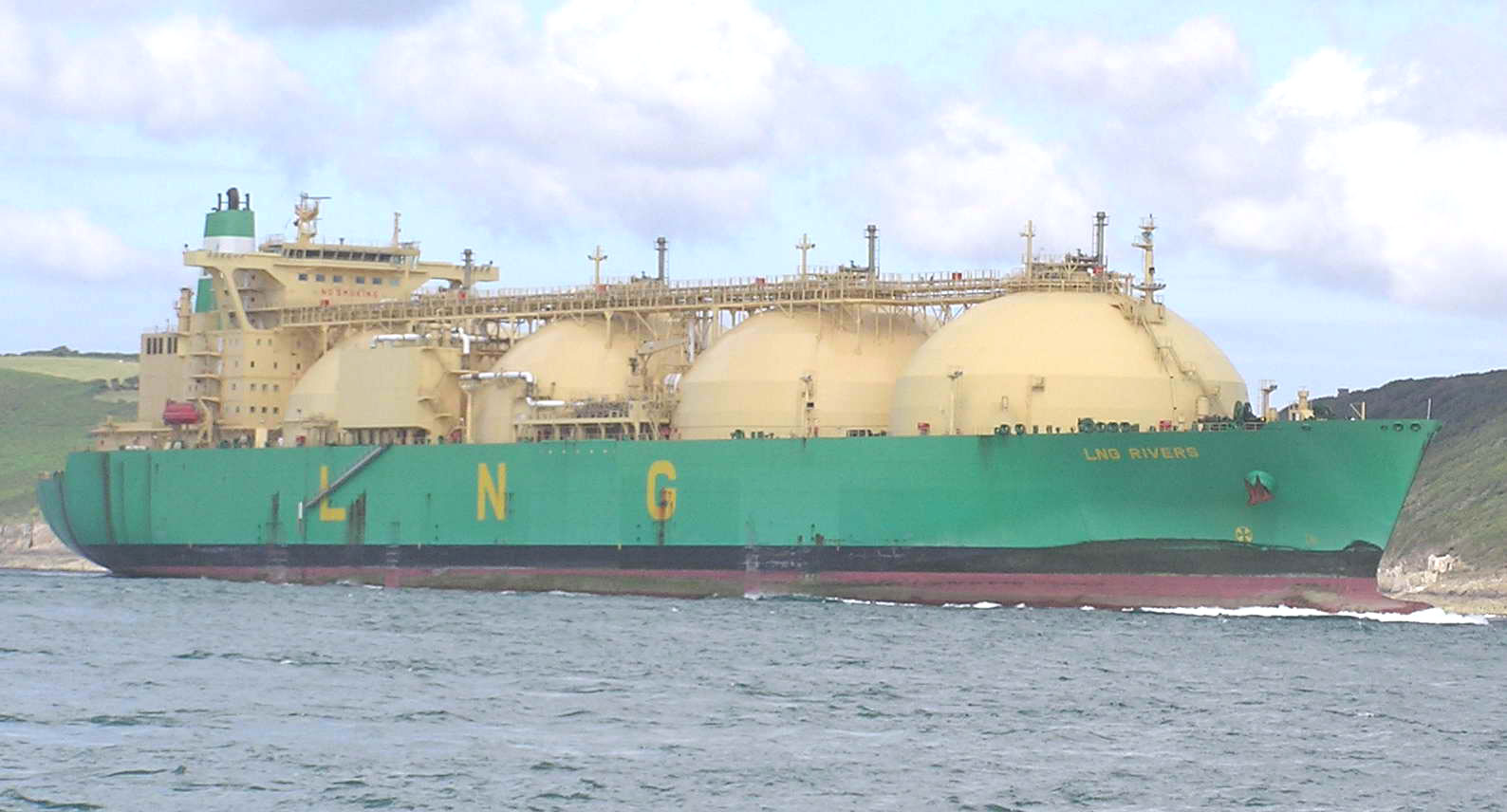
Una nave metaniera

Il gas naturale liquefatto (GNL o, inglese: LNG, da liquefied natural gas) si ottiene sottoponendo il gas naturale (GN), dopo opportuni trattamenti di depurazione e disidratazione, a successive fasi di raffreddamento e condensazione. Non va confuso con GTL, sigla di Gas To Liquid che invece definisce i processi volti a ottenere idrocarburi liquidi da GN. Il prodotto che ne deriva si presenta come un liquido inodore e trasparente costituito da una miscela composta prevalentemente da metano e quantità minori di etano, propano, butano e azoto, avente una temperatura di ebollizione di circa –160 °C a pressione atmosferica.
La composizione e le caratteristiche del GNL variano a seconda dei giacimenti di GN di provenienza e del processo di liquefazione.

## L'utilizzo del GNL
La tecnologia della liquefazione, che permette di ridurre il volume specifico del gas di circa 600 volte rispetto alle condizioni standard, consente a costi competitivi lo stoccaggio e il trasporto di notevoli quantità di energia in spazi considerevolmente ridotti. Il trasporto del GNL a grande distanza dal luogo di produzione avviene via mare per mezzo di navi metaniere, in cui il GNL rimane quasi interamente in fase liquida, a pressione quasi atmosferica (max. 0,25 bar) e a temperature criogeniche (circa –160 °C).

## Origini della liquefazione del gas naturale
Le origini della tecnologia di liquefazione del GN risalgono agli anni venti quando si svilupparono le prime tecniche di liquefazione dell'aria. La prima applicazione di GNL si ebbe all'inizio degli anni trenta allorché, per scopi militari, veniva recuperato elio da correnti di gas naturale. Il processo si basava sulla liquefazione degli idrocarburi lasciando l'elio in fase gas; dopo l'estrazione dell'elio, il GNL veniva vaporizzato e venduto come gas combustibile.
Intorno agli anni quaranta furono costruiti negli Stati Uniti i primi impianti peakshaving il cui scopo era di produrre e stoccare GNL nei periodi di scarsa domanda di gas combustibile per poi rigassificarlo e reimmetterlo in rete nei periodi di massimo consumo. Un incidente accaduto ad un serbatoio di stoccaggio di GNL nel 1944 dovuto ad una non corretta scelta dei materiali per bassa temperatura, causò un incendio e danni rilevanti. Sebbene l'impiego di materiali come l'acciaio legato o l'alluminio risolvessero i problemi metallurgici, l'incidente bloccò di fatto lo sviluppo della tecnologia di liquefazione del GNL per circa 20 anni.
All'inizio degli anni sessanta cominciarono i primi significativi investimenti per impianti di GNL baseload cioè impianti di grossa capacità destinati alla liquefazione di gas naturale da esportare nei mercati di consumo. L'impianto Camel di Arzew in Algeria messo in marcia nel 1964 rappresenta il primo impianto di liquefazione del gas naturale baseload mai realizzato al mondo. La prima nave carica di GNL lasciò l'Algeria nell'ottobre 1964 per raggiungere il terminale di rigassificazione di Canvey Island in Gran Bretagna. L'impianto di Arzew è uscito d'esercizio nel 2010.

## L'impianto di liquefazione del gas naturale
La liquefazione del GN è realizzata in impianti costieri o offshore, ubicati nei paesi produttori.
In generale un complesso di liquefazione è composto da una o più linee (treni) di uguale capacità, funzionanti in parallelo, ciascuna delle quali comprende le seguenti sezioni:
- trattamento (rimozione di anidride carbonica e acido solfidrico, disidratazione e rimozione mercurio)
- preraffreddamento
- estrazione e frazionamento di eventuali componenti pesanti
- liquefazione
- stoccaggio del GNL
- pontile di caricamento delle navi metaniere
- ausiliari

## L'impianto di rigassificazione del gas naturale liquefatto
Il gas naturale liquefatto deve essere rigassificato prima di essere immesso nella rete nazionale del paese consumatore.
L'Italia è un paese consumatore e attualmente (2022) i rigassificatori sono tre: uno a terra a Panigaglia (La Spezia) e due in mare, a Livorno e a Porto Viro (Rovigo).
L'impianto può essere off-shore o on-shore. Gli impianti off-shore possono essere costituiti da terminali galleggianti ancorati al fondo del mare (FSRU, Floating Storage Regasification Unit, come l'impianto Offshore LNG Toscana davanti a Livorno) oppure da isole artificiali (GBS, Gravity Based Structure, come il terminale GNL Adriatico al largo di Porto Levante, Rovigo). Gli impianti on-shore sono realizzati normalmente presso strutture portuali, per usufruire del supporto tecnico e logistico. Per motivi di sicurezza sono spesso esclusi dal bacino portuale, e presentano pontili in mare aperto. Esempi di terminali on-shore sono il rigassificatore di Panigaglia, sito a Portovenere in provincia della Spezia, e quello in progetto a Gioia Tauro.

## L'uso nei trasporti
Il gas naturale liquefatto può essere utilizzato nei trasporti come carburante ecologico atto ad alimentare i mezzi pesanti (Iveco, Scania, Volvo).
Inoltre viene utilizzato per alimentare le navi e i traghetti. Tra i tanti in Italia a rifornirsi principalmente di GNL è il traghetto Elio, della Caronte & Tourist.

## Distributori di gas naturale liquefatto
Italia: aggiornamento del numero stazioni di rifornimento metano liquefatto per uso autotrazione (o distributori metano liquido):
- 2023: 1144 distributori metano stradali[3]